# Gare de Desertu-Barakaldo
La gare de Desertu-Barakaldo, dite localement gare de Barakaldo, est une gare ferroviaire de la ligne de Bilbao à Santurce en Espagne. Elle est située à environ 500 mètres au nord-est du centre de Barakaldo dans la région métropolitaine du Grand Bilbao, province de Biscaye, partie nord-ouest de la communauté autonome du Pays basque. La commune dispose également de la gare de Lutxana.
C'est une gare Renfe desservie par des trains de la ligne C-1 et de la ligne C-2 du réseau Cercanías Bilbao.

## Situation ferroviaire
Établie à 4 mètres d'altitude, La gare Desertu-Barakaldo est située au point kilométrique (PK) 8,3 de la ligne de Bilbao à Santurce, entre les gares de Lutxana-Barakaldo et de Sestao. C'est une gare de bifurcation, origine au PK 0,0 de la ligne de Barakaldo à Musques, avant la gare de Galindo.

## Service des voyageurs

### Accueil
On y accède par la Calle (rue) Murrieta (sortie Calle (rue) Murrieta) et la Plaza del Desierto (place du desert) (sortie Plaza Desertu)

### Desserte
Desertu-Barakaldo est desservie par des trains de la ligne C-1 et de la ligne C-2 du réseau Cercanías Bilbao.

### Intermodalité
A proximité immédiate un arrêt de Bizkaibus est desservi par des bus des lignes A2326, A3115, A3122, A3131, A3136, A3137, A3139, A3142, A3144 et A3141.
La gare est située à environ 600 mètres de la station Barakaldo du Métro de Bilbao, desservie par la ligne 2.